# Kisvajszló
Kisvajszló (1899-ig Viszlava, szlovákul: Vislava) község Szlovákiában, az Eperjesi kerület Sztropkói járásában.

## Fekvése
Sztropkótól 9 km-re északra, az Ondava keleti oldalán fekszik.

## Története
1353-ban említik először, a makovicai uradalom része volt. Később a vlach jog alapján ruszinokkal telepítették be.
A 18. század végén Vályi András így ír róla: „VISZLAVA. Vaszlava. Orosz falu Sáros Várm. határjának egy része meglehetős, legelője elég, fája is van mind a’ kétféle.”
Fényes Elek 1851-ben kiadott geográfiai szótárában így ír a faluról: „Viszlova, Sáros v. orosz f. a makoviczi uradal., 15 romai, 320 g. kath., 7 zsidó lak.”
1920 előtt Sáros vármegye Felsővízközi járásához tartozott.

## Népessége
| Év:            | 1994. | 2004.   | 2014.    | 2024.   |
| -------------- | ----- | ------- | -------- | ------- |
| Emberek száma: | 242   | 234     | 205      | 187     |
| Eltérés:       |       | -3,30 % | -12,39 % | -8,78 % |

| Év:            | 2023. | 2024.   |
| -------------- | ----- | ------- |
| Emberek száma: | 191   | 187     |
| Eltérés:       |       | -2,09 % |

1910-ben 255, túlnyomórészt ruszin lakosa volt.
2001-ben 250 lakosából 237 szlovák és 8 ruszin volt.
2011-ben 225 lakosából 178 szlovák és 33 ruszin.

## Nevezetességei
Görögkatolikus temploma 1905-ben épült.